# Nadie sabe nada
"Nadie sabe nada" (título original en inglés: "Nobody Knows Anything") es el undécimo episodio de la serie de HBO Los Soprano. Fue escrito por Frank Renzulli y dirigido por Henry J. Bronchtein. El capítulo fue estrenado el 21 de marzo de 1999 en Estados Unidos.

## Protagonistas
- James Gandolfini como Tony Soprano.
- Lorraine Bracco como Dr. Jennifer Melfi
- Edie Falco como Carmela Soprano.
- Michael Imperioli como Christopher Moltisanti.
- Dominic Chianese como Corrado Soprano, Jr.
- Vincent Pastore como Pussy Bonpensiero.
- Steven Van Zandt como Silvio Dante.
- Tony Sirico como Paulie Gualtieri.
- Robert Iler como Anthony Soprano, Jr.
- Jamie-Lynn Sigler como Meadow Soprano.
- y Nancy Marchand como Livia Soprano.

### Protagonistas invitados
- John Heard como Vin Makazian.
- Karen Sillas como Debbie.

#### Otros protagonistas
| - Al Sapienza como Mikey Palmice. - Joseph Badalucco, Jr. como Jimmy Altieri. - Giancarlo "John" Giunta como Kevin Bonpensiero. - George Loros como Raymond Curto. - Sal Ruffino como Chucky Signore. - Doug Barron como Dr. Mop-N-Glo - Veronica Bero como chica. - Britt Burr como policía de tráfico. | - Johann Carlo como Bonnie DiCaprio. - Ramsey Faragallah como federal #1. - Annika Pergament como jefa de noticias. - Bobby Rivers como jefe de noticias. - Michele Santopietro como JoJo Palmice. - Matthew Lawler como federal #2. - Chance Kelly como federal #3. - Tim Kirkpatrick como detective #1. - Peter Bretz como detective #2. |

## Primeras apariciones
- Chucky Signore: soldado en el equipo de Junior Soprano y amigo íntimo de Mikey Palmice.
- JoJo Palmice: esposa de Mikey Palmice.

## Fallecidos
- Vin Makazian: se suicidó tras saltar por el puente de la Ruta 1.